# Syracuse Pulse
Syracuse Pulse (zur Gründung noch AC Syracuse Pulse und davor AC Syracuse) war ein US-amerikanischer Fußballklub mit Sitz in Syracuse im Bundesstaat New York.

## Geschichte
Eine Investorengruppe um den Geschäftsmann Samir Belhseine verkündete im Mai 2021 eine Bewerbung für ein Team in der NISA. Unter dem Projektnamen AC Syracuse verkündete man auch den Aufbau einer Academy, sowie einem Frauen-Team, dass in der UWS spielen sollte. Ein entsprechendes Maskottchen wurde dann nach einem Fanentscheid bei der New York State Fair enthüllt. Am 26. Oktober 2021 wurde der Klub nun unter dem Namen AC Syracuse Pulse offiziell in die NISA aufgenommen. Danach nahm auch die UWS das Frauenteam am 10. Dezember in die Liga auf. Als Cheftrainerin wurde Brooke Barbuto vorgestellt.
In der Saison 2022 erreichte die Mannschaft in der Regular Season mit 17 Punkten nach 16 Spieltagen nur den vierten Platz der East Division. Nachdem sich aber der Bay Cities FC aus der West Division zurückzog, wurden die restlichen Spieltage in einer Liga mit allen Mannschaften ausgespielt. Zudem wurden nun nur noch Durchschnittspunktzahlen vergeben, womit das Team am Ende mit einem Gesamtzähler von 1.14 auf dem sechsten Platz es gerade noch so in die Playoffs schaffte. Hier war aber gleich im Viertelfinale gegen den Michigan Stars FC dann auch schon wieder Schluss.
Im Januar 2023 wurde dann das Ende als eigenständiger Klub bekanntgegeben, nachdem man sich mit Flower City Union zusammengeschlossen hatte. Der neue Klub soll nun je nachdem, wo das Heimspiel stattfindet, den jeweiligen Namen tragen. Die in Syracuse gespielten Partien, sollen unter dem Namen Salt City Union bestritten werden. Rechtlich existiert der Klub nun aber nicht mehr eigenständig. In der UWS trat am Ende zudem nie eine Frauen-Mannschaft im Spielbetrieb der Saison 2022 an.